# Virginia Cavaliers
Virginia Cavaliers är en idrottsförening tillhörande University of Virginia och har som uppgift att ansvara för universitetets idrottsutövning.

## Idrotter
Cavaliers deltager i följande idrotter:
| Herrar - Amerikansk fotboll - Baseboll - Basket - Brottning - Fotboll - Friidrott - Golf - Lacrosse - Simhopp - Simning - Squash - Tennis - Terränglöpning | Damer - Basket - Fotboll - Friidrott - Golf - Lacrosse - Landhockey - Rodd - Simhopp - Simning - Softboll - Squash - Tennis - Terränglöpning - Volleyboll |

## Idrottsutövare

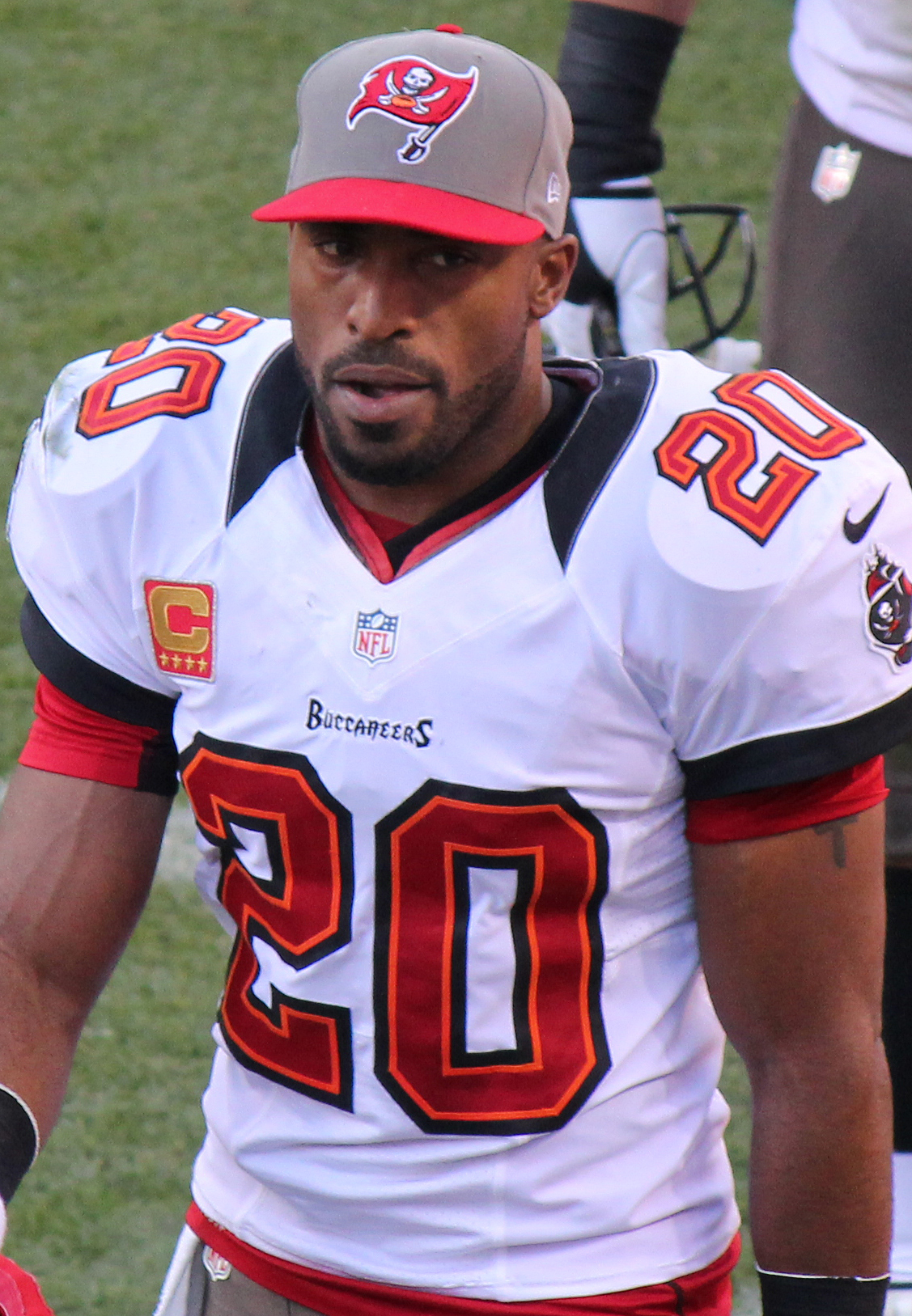
Ronde Barber.

| Amerikansk fotboll - Ronde Barber - Tiki Barber Baseboll - Seth Greisinger - Ryan Zimmerman Basket - Cory Alexander - Reece Beekman - Malcolm Brogdon - Mamadi Diakité - Ryan Dunn - Anthony Gill - Sam Hauser - Jay Huff - De'Andre Hunter - Ty Jerome - Braxton Key - Trey Murphy III - Dawn Staley | - Bryant Stith Friidrott - Paul Ereng Fotboll - Jeff Agoos - Morgan Brian - Amanda Cromwell - John Harkes - Angela Hucles - Tony Meola - Ben Olsen - Claudio Reyna - Becky Sauerbrunn - Bakary Soumaré - Brian Span Rodd - Melanie Kok Tennis - Danielle Collins |